# The Palace of Auburn Hills
The Palace of Auburn Hills, meestal aangeduid als The Palace, was een sportcomplex in Auburn Hills, Michigan, een van de noordelijke voorsteden van de stad Detroit. Het stadion werd in 1988 geopend en was sindsdien de thuisbasis voor het NBA-team Detroit Pistons. Zij speelden daar tot 2017. Eerder was het ook het thuis voor het WNBA-team Detroit Shock. Met 22.076 zitplaatsen had het stadion de grootste capaciteit van alle NBA-teams. In 2020 werd het stadion gesloopt.

## Geschiedenis
Van 1957 tot 1978 waren de Pistons gehuisvest in het Olympia Stadium en de Cobo Arena, beiden in Detroit. De eigenaar Bill Davidson wilde in 1978 niet de Joe Luis Arena delen met het ijshockeyteam Detroit Red Wings en ging daarom op zoek naar een alternatief. De club vond eerst onderdak in de Pontiac Silverdome. Dit stadion was oorspronkelijk ingericht voor American Football. De Pistons bleven tot 1988 in dit stadion. In de tussentijd had een groep privé-investeerders onder leiding van Davidson een stuk grond gekocht bij Auburn Hills en liet voor 70 miljoen dollar The Palace bouwen. In het eerste jaar dat de Detroit Pistons in het stadion speelden wonnen zij direct het NBA-kampioenschap. Later zouden zij nog twee keer winnen. Ook de Detroit Shock wonnen drie maal de WNBA-titel, voordat zij in 2010 verhuisden naar Tulsa, Oklahoma.
Het stadion wordt ook gebruikt voor concerten. De eerste muzikant die in het stadion optrad was Sting tijdens de openingsavond. Andere bekende artiesten die in het stadion optraden waren Madonna, Bon Jovi, Neil Diamond, Kid Rock, Bob Seger, Dave Matthews Band, Barenaked Ladies, Van Halen, Rod Stewart, Aerosmith, Ozzy Osbourne, Tim McGraw, Jimmy Buffett en Britney Spears. Ook worden er met enige regelmaat boksgevechten georganiseerd.
Het kwam in november 2004 tot gevechten tussen toeschouwers en spelers van de Indiana Pacers. Een toeschouwer had namelijk een dop gegooid naar Pacers-speler Ron Artest. Deze stormde het publiek aan en viel de toeschouwer aan. De rel werd groter en meer spelers en toeschouwers mengden zich in het gevecht. Tegen vijf spelers en vijf toeschouwers zou uiteindelijk strafvervolging worden ingesteld. Naar het incident werd gerefereerd als "The Malice at the Palace". Er werden extra veiligheidsmaatregelen genomen om publiek en spelers voortaan beter te scheiden.
In november 2016 werd bekend gemaakt dat de Pistons zouden verhuizen naar de Little Caesars Arena in het centrum van Detroit. De laatste NBA-wedstrijd werd op 10 april 2017 in het stadion gespeeld. Het laatste concert vond plaats in september 2017. In het najaar van 2019 werd begonnen met de sloop. Op 11 juli 2020 werden de laatste restanten, een aantal muren en het dak, opgeblazen, waarmee het bouwwerk definitief geschiedenis was.